# Graciella brunneomaculata
Graciella brunneomaculata är en skalbaggsart som beskrevs av Hintz 1912. Graciella brunneomaculata ingår i släktet Graciella och familjen långhorningar. Inga underarter finns listade i Catalogue of Life.